# 杨玉书
杨玉书（1936年—），湖南省衡山县人，中国人民解放军海军中将。

## 生平
曾任海军扫雷舰舰艇大队大队长、海军榆林基地司令员、南海舰队副司令员。
1993年，接替曲振侔，担任东海舰队司令员；1999年，由赵国均接任。1995年，晋升中国人民解放军海军中将军衔。